# Remscheider Bergland i.e.S.
Das Remscheider Bergland i. e. S. (im engeren Sinne) ist eine Naturräumliche Einheit mit der Ordnungsnummer 338.060. Übergeordnet ist die Naturräumliche Einheit mit der Ordnungsnummer 338.06 gleichen Namens.
Sie umfasst die Täler und umgebende Erhebungen des Morsbachs, des Leyerbachs, des Eschbachs mit der Eschbachtalsperre, des Lobachs und des Sengbachs mit der Sengbachtalsperre. Das Bergland liegt auf dem Gebiet der bergischen Großstädte Wuppertal (Stadtteile Ronsdorf und südliches Cronenberg), Remscheid (alle Stadtteile außer die östlichen Teile Lüttringhausens und Lenneps, sowie der auf der Remscheider Schwelle gelegenen Innenstadt) und Solingen (Stadtteil Burg an der Wupper), sowie auf kleineren Teilen des nördlichen Wermelskirchen.
Es handelt sich um ein stark zerschnittenes Bergland mit langgestreckten Höhenzügen, Waldresten und runden Kuppen, das von Hochflächen und Wupperterrassenresten mit tiefen und steilwandigen Kerbtälern, lokal Siepen oder Siefen genannt, strukturiert wird. Geologisch besteht das Remscheider Bergland vor allem aus devonischen und silurischen Grauwacken, Schiefern, Sandsteinen oder Quarziten.
Auf den Höhen haben sich in den Quellmulden bäuerliche Hofschaften angesiedelt und in den Tälern wurde die Wasserkraft durch Hammerwerke und Schleifkotten genutzt. Auf den Terrassenriedeln befindet sich zeilenartige städtische und industrielle Bebauung.